# Wir haben Gottes Spuren festgestellt
Wir haben Gottes Spuren festgestellt ist ein Neues Geistliches Lied von Michel Scouarnec und Jo Akepsimas aus dem Jahr 1973. Es wurde im Jahr 1981 von Diethard Zils aus der französischen in die deutsche Sprache übertragen. In der Perikopenordnung der evangelischen Kirche ist es das Wochenlied zum 12. Sonntag nach Trinitatis.
Das Kirchenlied ist in verschiedenen Regionalausgaben des katholischen Gesangbuchs Gotteslob enthalten sowie in verschiedenen Regionalteilen des Evangelischen Gesangbuchs (EG). Es wird von der Arbeitsgemeinschaft für ökumenisches Liedgut als ökumenisches Lied eingestuft. Auch in freikirchliche Liederbücher wurde es aufgenommen. Die Liturgische Konferenz der EKD zählt das Lied zu den 33 Kernliedern im EG, die in allen Bereichen kirchlicher Arbeit zum Einsatz kommen sollen. In der Liste der Kernlieder ist es das einzige Lied, das nicht im deutschlandweit einheitlichen Stammteil des EG vorkommt.

## Inhalt und Melodie
Das Lied wurde von dem katholischen Priester und Liturgiker Michel Scouarnec in französischer Sprache unter dem Titel Nous avons vu les pas de notre Dieu verfasst; diese sechsstrophige französische Fassung ist im Gesangbuch der Evangelischen Brüdergemeine gemeinsam mit der nur drei Strophen ausmachenden deutschen Fassung von Diethard Zils enthalten. Das Lied wird in der Kernliederliste der Rubrik „Frieden und Gerechtigkeit“ im Evangelischen Gesangbuch zugewiesen, im Ergänzungsheft zum EG jedoch in die Rubrik „Rechtfertigung und Zuversicht“ eingeordnet.
Scouarnecs Originalfassung lehnt sich eng an das „Kommt und seht!“ des Johannesevangeliums und das darauf Bezugnehmende „Wir haben gesehen“ aus 1. Johannes 1,1-3  an, worauf der Dichter in einem eigenen Kommentar explizit verweist. In den Strophen werden in poetischer Form eine Reihe biblischer Bezüge hergestellt, die in der deutschen Fassung wegfallen oder nur verdichtet anklingen.
In der deutschen Fassung erinnert das Lied in der ersten Strophe daran, dass Gott Liebe und Wärme in die kalte Welt bringt. Zunächst ist dies die Erinnerung an biblische Geschichten, so auch in Strophe zwei (blühende Bäume als Referenz auf Psalm 1 , die Befreiung der israelitischen Sklaven beim Auszug aus Ägypten) und Strophe drei (Heilungen, die Jesus nach biblischer Überlieferung bewirkt hat). Schon in der ersten Strophe und im Refrain wird aber betont, dass diese Spuren Gottes auch rückblickend in der eigenen Lebensgeschichte sichtbar wurden und daher Grund dafür geben, dass Gott auch zukünftig „durch das Leben tragen“ wird.
Das Lied wurde bereits bei seinem Erscheinen im Jahr 1973 von Jo Akepsimas vertont, der mehrfach mit Scouarnec bei der Produktion geistlicher Lieder zusammenarbeitete. Die Melodieführung mit Strophen in Moll und dem Refrain in Dur wird als „bewegt, vorwärts drängend“ sowie „leicht und tänzerisch“ beschrieben, sie erinnert dabei „an den Tanz einer Suite im Renaissancestil“.